# 유로트레인

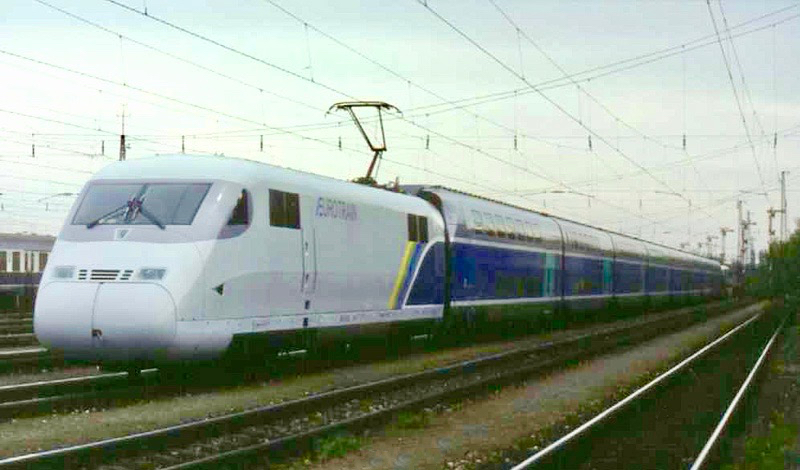
유로트레인

유로트레인(영어: Eurotrain)은 지멘스와 알스톰이 1996년에 아시아 시작에 진출하기 위해 개발되었다. 1997년에 타이완 고속철도의 핵심 시스템을 공급하기 위해 다른 나라와 경쟁 했으며 이후 입찰자로 선정했다.
1998년에 지멘스와 알스톰 컨소시엄은 3편성을 결합해 시범 열차를 제작했다. 동력차의 경우 ICE 2 차량을 활용했고 객차의 경우 TGV 듀플렉스 객차를 활용했다. 1998년 5월에 독일의 하노버-뷔르츠부르크 고속철도에서 영업 최고 속도가 316km를 기록했다.
2000년 12월에, 타이완 고속철도가 신칸센 컨소시엄으로 최종 선정되면서, 법적 분쟁으로 이어지게 되었다. 2004년에 소송이 모두 끝났다.